# Trimeresurus andersonii
El crótalo de Andaman (Trimeresurus andersonii) es una especie de serpiente venenosa de la familia Viperidae.

## Distribución geográfica
Es endémica de las islas Andamán y Nicobar, pertenecientes a la India.

## Estado de conservación
Se encuentra amenazada por la pérdida de su hábitat natural.